# Вилламов, Иоган-Готтлиб
Иоган-Готтлиб Вилламов (нем. Iohann Gotlib Willamow; 1736—1777) — немецкий поэт; директор Петришуле. 

## Биография
Родился 15 января 1736 года в Мораге. Происходил из знатного рода Виламовских (Wilamowski  (нем.)); в XVI веке, Якоб Виламовский стал первым протестантским пастором в Восточной Пруссии после учебы в Кёнигсберге. Он латинизировал свое имя и стал писаться Willamowius. Его сыновья и другие потомки также были пасторами. Дед Иогана-Готтлиба, Иоганн Вилламовиус (?—1730) был бургграфом и советником в Гильгенбурге.
Учился в Кёнигсбергском университете, где изучал не только теологию, но и математику; слушал лекции Линднера, Гаманна и Гердера. С 1758 года преподавал в Торнской гимназии. В 1767 году приехал, по приглашению, в Санкт-Петербург, где получил место директора немецкой школы Петришуле. В 1776 году, когда открылись недочёты по училищным суммам, был вынужден подать в отставку. Был арестован и вскоре после освобождения заболел и 21 мая (1 июня) 1777 года умер.
Его сын, Григорий Иванович Вилламов (1773—1842), дослужился до чина действительного статского советника.